# Trojaczkowice
Trojaczkowice (prononciation : [trɔjat͡ʂkɔˈvit͡sɛ]) est un village polonais de la gmina de Niedrzwica Duża dans le powiat de Lublin de la voïvodie de Lublin dans l'est de la Pologne.
Il se situe à environ 8 kilomètres au nord de Niedrzwica Duża (siège de la gmina) et 13 kilomètres au sud-ouest de Lublin (siège du powiat et capitale de la voïvodie).
Le village compte approximativement une population de 90 habitants.

## Histoire
De 1975 à 1998, le village est attaché administrativement à l'ancienne Voïvodie de Lublin.
Depuis 1999, il fait partie de la nouvelle voïvodie de Lublin.